# Ritchy Fondermann

Autorenfoto von Ritchy Fondermann

Ritchy Fondermann (bürgerl. Sören Niklas Fondermann; * 27. Januar 1973 in Essen) ist ein deutscher Musiker, Schriftsteller, Musik- und Videoproduzent.

## Leben
Fondermann wurde in Essen geboren und wuchs nach der Trennung der Eltern 1985 bei seiner Mutter in Kirchnüchel (Schleswig-Holstein) auf. 1993 zog er nach Hamburg und absolvierte dort seinen Zivildienst. Im Anschluss studierte er Volkskunde und systematische Musikwissenschaften, bis er sich ab 2002 auf sein Tonstudio (K-Klangstudio) fokussierte. Parallel zum Studium arbeitete er seit 1998 bei Universal-Music. In dieser Zeit gründete er auch sein eigenes Label (K-Klangträger). Fondermann ist zeitweise Dozent bei der University of Europe for Applied Sciences und der Sprecherakademie. Seit 2017 ist er Backliner bei den Toten Hosen. Ritchy Fondermann ist Vater eines Sohnes.

## Werk

### Musik
Zu Beginn seiner Karriere spielte Ritchy Fondermann mit seinen Bands deutschsprachigen Punkrock, wechselte sprachlich dann ins Englische. Der Musikstil seiner aktuellen Band Fondermann ist im deutschsprachigen alternativen (Country-)Rock anzusiedeln.
1987 traf Ritchy Fondermann auf seiner Schule in Lütjenburg auf Phill Weyer (später Schlagzeuger u. a. bei Rasta Knast). Sie gründeten die ersten Bands: Absoluter Nullpunkt, Tod & Wahnsinn und Braindead. 1993 zogen sie zusammen nach Hamburg, taten sich 1995 mit Peter Sagebiel (Sheep on a tree, Hauduggen, Savage Roses) zusammen und gründeten Micons Mistake. 1996 wurde dann zusammen mit dem Bassisten Nico Steinhoff die Band Antikörper gegründet. Ab 1998 gab es diverse Touren im In- und Ausland u. a. mit Die Skeptiker, Aurora (Band) und Square the Cirlce. Zwei Touren führten Antikörper auch nach Russland. Bis 2003 wurden drei Longplayer, eine Split 10″ mit der ungarischen Band Aurora, eine Single, sowie diverse Samplerbeiträge veröffentlicht. 2004 lösten Antikörper sich auf. Fondermann orientierte sich danach u. a. als Gitarrist mit den Bands The Varanes und Highschool Nightmare am englischsprachigen Punkrock. Erst 2014 kam er mit seinem Soloprojekt Fondermann wieder zur deutschen Sprache zurück.
Parallel zu seiner Tätigkeit als Musiker baute Ritchy Fondermann ab 2000 sein Tonstudio, das K-Klangstudio in Hamburg auf. Dort produzierte er bis 2018 allein und seitdem mit Ron Henseler.

### Film
Nachdem Fondermann im Rahmen seines Studiums Dokumentarfilm (u. a. bei Hans-Ulrich Schlumpf und am IWF Wissen und Medien in Göttingen) lernte, begann er ab 2010 Musikvideos unter dem Label K-Klangfilm zu produzieren. 2019 war Fondermann bei seiner Arbeit als Backliner von Campino in der Dokumentation „Weil Du nur einmal lebst – Die Toten Hosen auf Tour“ im Kino zu sehen. 2022 erschien der erste Film von Ritchy Fondermann Rettet die Clubs on Tour – Der Film u. a. mit Markus Kavka, AnNa R., Alex Schwers, Slime (Band), Fury in the Slaughterhouse, Donots, Ines Maybaum (Broilers), Axel Bellinghausen (Fortuna Düsseldorf), ZK (Band), Caliban (Band), Chaoze One, Itchy (Band), Normahl, Hennes Bender, Extrabreit, 100 Kilo Herz, Sebastian Krumbiegel, Heaven Shall Burn, Katharina König-Preuss. Moderation: Nina_Fingskes, Ole Plogstedt

### Soziales Engagement
Er unterstützt als Mitglied das gemeinnützige Paul Klinger Künstlersozialwerk e.V., das sich für Künstlerinnen und Künstler aller Gewerke einsetzt.

## Veröffentlichungen

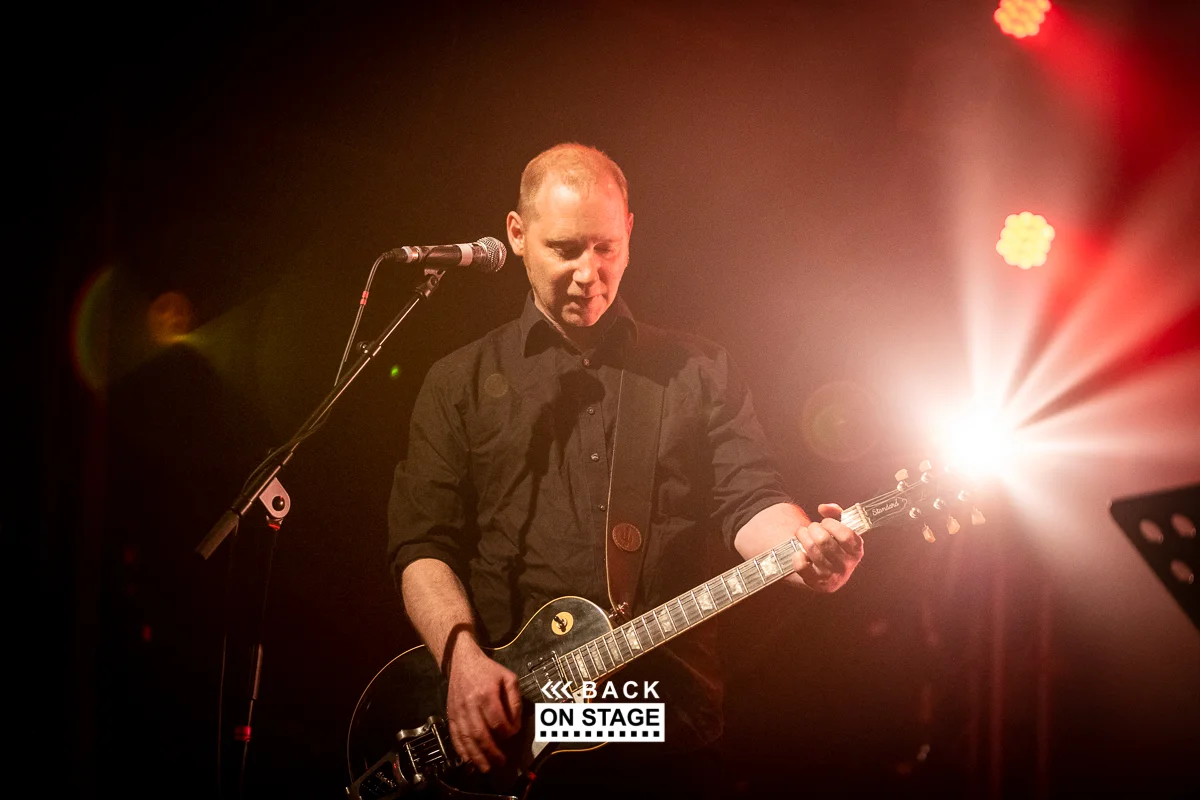
Ritchy Fondermann live

### Diskografie
Mitwirkung als Musiker (Auswahl):
- 1998: Antikörper – Raus (Vinyl-LP/CD, Amöbenklang)
- 1999: Antikörper – Ruckensturzli in Kuckenstrasse (10″ Vinyl-EP/CD, Amöbenklang/K-Klangträger)
- 1999: Antikörper – Köhlbrand (Vinyl-LP/CD, Amöbenklang)
- 2002: Antikörper – Butz Dankwart (7″ Vinyl, K-Klangträger)
- 2002: The Varanes – In VarNO Veritas (Vinyl-MLP, Johnny Mofa Records)
- 2002: Antikörper – Gelee Royal (Vinyl-LP/CD, Klartext-Rec)
- 2003: Der Steinkopf / Antikörper – Маленькая Увертюра Для Двух Панк Оркестров (CD, Sound Age Productions)
- 2008: Highschool Nightmare – Nightmare High (Vinyl-LP/CD, True Rebel Records, Longshot Music)
- 2010: Highschool Nightmare – Die!!! (Vinyl-LP/CD, True Rebel Records)
- 2011: The Varanes – Rock‘n‘Roll Heartbea (7″-Vinyl, K-Klangträger)
- 2012: Feine Sahne Fischfilet – Scheitern und Verstehen (Vinyl-LP/CD, Audiolith)
- 2013: Fondermann – Quiddje (CD, K-Klangträger)
- 2015: Fondermann – Blickwinkel (Vinyl-LP/CD, K-Klangträger)
- 2015: C³i – Kurz Danach (Vinyl-LP, K-Klangträger)
- 2021: Fondermann und Gebhardt – Freitag, der Dreißigste (CD, Periplaneta, Ed. Silberstreif) Hörbuch
- 2022: Jack Turner – Der Priester aus der Unterwelt (Dritte Wahl Records) Hörspiel
- 2022: Palila – Mind My Mind  (Vinyl-LP/CD, Devil Duck Records)
- 2023: Bullshit Boy – Album (Vinyl-LP/CD, K-Klangträger)
- 2023: Bärchen und die Milchbubis – Album (Vinyl-LP/CD, Tapete Records)

### Filmografie
- 2010: The Varanes – Hit the Ground (K-Klangträger) Videoproduktion / Regie
- 2017: Surfits – Warszawa (K-Klangträger) Videoproduktion / Regie
- 2019: Rocko Schamoni – Mark Hollis (Tapete Records) Videoproduktion / Regie
- 2019: Rocko Schamoni – Der Weg hinab (Tapete Records) Videoproduktion / Regie
- 2019: Rocko Schamoni – Dein Gesicht (Tapete Records) Videoproduktion / Regie
- 2020: Hans-Joachim Roedelius – Gerne (Tapete Records) Videoproduktion / Regie
- 2020: Christian Kjellvander – Process of Pyoneers (Tapete Records) Videoproduktion / Regie
- 2020: Christian Kjellvander – About Love and Loving again (Solo live Peformance) (Tapete Records) Videoproduktion / Regie
- 2021: Palila – Rain Again (Kapitän Platte) Videoproduktion / Regie
- 2021: Ulrich Schnauss & Mark Peters – Circular Time (Bureau B) Videoproduktion / Regie
- 2022: Rettet die Clubs on Tour – Der Film u. a. mit Markus Kavka, AnNa R., Alex Schwers, Slime, Fury in the Slaughterhouse, DONOTS, Ines Maybaum (Broilers), Axel Bellinghausen (Fortuna Düsseldorf), ZK, Caliban, Chaoze One, ITCHY, Normahl, Hennes Bender, Extrabreit, 100 Kilo Herz, Sebastian Krumbiegel, Heaven Shall Burn, Katharina König-Preuss (K-Klangfilm) Filmproduktion / Regie
- 2022: Rocko Schamoni – Das bin nicht ich (Misitunes) Kamera
- 2023: Palila – Restless (Devil Duck Records) Videoproduktion / Regie
- 2023: In mitra medusa inri – Shadows (Roaring Disc Records) Videoproduktion / Regie

### Publikationen
- 2021: Fondermann & Gebhardt: Freitag, der Dreißigste, edition Subkultur, ISBN 978-3-948949-08-2
- 2024: Ritchy Fondermann: Der Kapitän, der aus der Wanne steigt, edition Subkultur ISBN 978-3-948949-33-4

## Musik-Produktionen
(Auswahl der von Ritchy Fondermann (mit-)produzierten Tonträger):

### Alben
- 2003: Eight Balls – Eight Balls (Vinyl-LP/CD)
- 2003: Der Steinkopf / Antikörper – Маленькая Увертюра Для Двух Панк Оркестров (CD, Sound Age Productions)
- 2004: Square the Circle – Hares’n Turtles (CD, Wizzard In Vinyl Japan)
- 2004: The Crimes – Nobody Cries Forever (CD, Revel Yell Music Japan)
- 2007: The Detectors – Twentyone Days (Vinyl-LP/CD, True Rebel Records)
- 2007: Mr. Burns – Static (Vinyl-LP, Klartext-Rec)
- 2007: Small Town Riot – Selftitled (Vinyl-LP/CD, True Rebel Records)
- 2008: Projekt Kotelett – Matthias (CD, True Rebel Records)
- 2009: Guitarshop Asshole – Olympus Mons (CD, Mad Drunken Monkey Records)
- 2010: Small Town Riot – Suicidal Lifestyle (Vinyl-LP/CD, True Rebel Records)
- 2011: Surfits – 50:50 (CD, K-Klangträger)
- 2012: Feine Sahne Fischfilet – Scheitern und Verstehen (Vinyl-LP/CD, Audiolith)
- 2014: Sassy Society – Lipstick Love Affair (Vinyl-LP/CD, K-Klangträger)
- 2015: C³i – Kurz Danach (Vinyl-LP, K-Klangträger)
- 2016: Swiss und die Andern – Wir Gegen Die (CD, Missglückte Welt), Vocalrec Dirk Jora (Slime)
- 2016: Antilopen Gang – Anarchie und Alltag (Vinyl-LP/CD, JKP), Vocalrec Dirk Jora (Slime)
- 2016: Spitfire Stevens – s/t (10″ Vinyl-EP, K-klangträger)
- 2019: Rocko Schamoni – Musik für Jugendliche (Vinyl-LP/CD, Tapete Records)
- 2020: Surfits – Elect a clown, expect the Surfits (CD, K-Klangträger)
- 2021: Palila – Rock'n'Roll Sadness (Vinyl-LP/CD, Kapitän Platte)
- 2022: Palila – Mind My Mind (Vinyl-LP/CD, Devil Duck Records)
- 2022: Rocko Schamoni – All Ein (Vinyl-LP/CD, Misitunes)
- 2023: Bärchen und die Milchbubis – Album u. a. mit Annette Benjamin (Hans-A-Plast), Dr. Renz (Fettes Brot) (Vinyl-LP/CD, Tapete Records)

### Singles
- 2000: Rio Beni – s/t (7″-Vinyl, K-Klangträger)
- 2003: Leistungsgruppe Maulich – Ganz weit draußen (7″-Vinyl, Klartext-Rec)
- 2003: Wenn schon denn schon – Das geht schief (7″-Vinyl, Klartext-Rec)
- 2003: Prak – Gift (7″-Vinyl, Klartext-Rec)
- 2005: Randys Ripchord – Wegweiser (7″-Vinyl, Klartext-Rec)
- 2005: 30000 Kollegen – HH Punk-Rock 7" Serie Vol. 8 (7″-Vinyl, Klartext-Rec)
- 2005: Small Town Riot – Skulls and Stripes (7″-Vinyl, True Rebel Records)
- 2007: The Detectors – No Freedom No Liberty (7″-Vinyl, True Rebel Records)
- 2015: Alte Sau – Alte Sau / Lime Crush (7″-Vinyl, Fettkakao, Major Label (Plattenfirma))
- 2018: Boy Division – Bringing Home The Bacon (7″Vinyl, Glitterhouse Records)
- 2019: Spitfire Stevens – She’s Not There (7″ Vinyl, K-Klangträger)

### Hörbücher
- 2020: Toni Gottschalk – Konfetti im Bier (Liesmich-Verlag)
- 2021: Fondermann & Gebhardt – Freitag, der Dreißigste (Periplaneta, Edition Silberstreif) mit u. a. Gunnar Schröder (Dritte Wahl), Ole Plogstedt (Rote Gourmet Fraktion), Saskia Lavaux (Schrottgrenze), Knarf Rellöm, Oliver Hörr (Boy Division), Rocko Schamoni, Martina Weith (Östro 430), Claus Fabian Fabsi (Die Mimmis / Weser Label)
- 2022: Rocko Schamoni – Der Jaeger und sein Meister (Carl Hanser Verlag)
- 2022: Jack Turner – Der Priester aus der Unterwelt (Dritte Wahl Rec)